# Lars Vilhelm Herlin
Johan Lorentz Lars Wilhelm Herlin, född 16 april 1806 i Västra Sallerups socken, död 22 november 1841 i Stockholm, var en svensk målare och litograf.
Herlin av elev till Anders Arvid Arvidsson i Lund, och utförde porträtt i olja och miniatyr men fick senare anseende som en förnäm porträttlitograf, särskilt genom sin mjuka kornighet och sin eleganta och kraftigt kontrasterande ljusbehandling. Herlin finns representerad vid Nationalmuseum i Stockholm.